# Discestra isoloma
Discestra isoloma är en fjärilsart som beskrevs av Rudolf Püngeler 1903. Discestra isoloma ingår i släktet Discestra och familjen nattflyn. Inga underarter finns listade i Catalogue of Life.